# シューパロ湖駅
シューパロ湖駅（シューパロこえき）は、北海道夕張市鹿島明石町にあった三菱石炭鉱業大夕張鉄道線の駅（廃駅）である。1962年完成の大夕張ダムによる人造湖の出現に伴い、観光開発を目的に開設された。ホームからはシューパロ湖や夕張岳、下夕張森林鉄道夕張岳線の三弦橋等を望むことができたが、利用客減少に伴いわずか7年間で廃止されてしまった。

## 歴史
- 1962年（昭和37年）6月1日：開業。
- 1963年（昭和38年）6月10日 - 10月31日：連絡運輸を取り扱う。
- 1969年（昭和44年）10月1日：廃止。

## 駅構造
単式ホーム1面1線を有する地上駅。駅舎は木造平屋建てであった。

## 駅周辺
- シューパロ湖
- 夕張岳

## 現状
駅跡には石積みと階段が残っていたが、2014年（平成26年）3月、夕張シューパロダムの試験湛水開始により水没した。

## 隣の駅
三菱石炭鉱業
大夕張鉄道線
南大夕張駅 - シューパロ湖駅 - （臨）農場前駅 - 明石町駅